# 云南勾儿茶
云南勾儿茶（学名：Berchemia yunnanensis）为鼠李科勾儿茶属下的一个种。其种加词 yunnanensis 意为“云南的”。